# 喜欢你时风好甜
《喜欢你时风好甜》（英語：Flipped），2018年中国偶像剧。由高瀚宇、陈芋米领衔主演，腾讯视频于2018年12月24日首播，台灣由LiTV 線上影視、LINE TV、KKTV同步播出。 马来西亚、文萊与新加坡 由 dimsum 同步播出。马来西亚、印尼菲律宾与新加坡 由 Vidfish 同步播出。

## 播出时间
| 频道          | 所在地                                  | 播映日期       | 播出时间                                 |
| ------------- | --------------------------------------- | -------------- | ---------------------------------------- |
| 腾讯视频      | 中国大陆                                | 2018年12月24日 |                                          |
| LiTV 線上影視 | 臺灣                                    | 全套上架       |                                          |
| LINE TV       | 臺灣                                    | 2018年12月24日 | 每週一二20點更新，VIP會員提前看下週      |
| KKTV          | 臺灣                                    | 2018年12月24日 | 每週一二 20:00更新2集，VIP會員提前看下週 |
| dimsum        | 马来西亚 新加坡                         | 2018年12月24日 | 每周一周二，晚上8点更新。会员提前看下周  |
| Vidfish       | 新加坡 · 马来西亚 · 印度尼西亞 · 菲律賓 | 2019年1月4日   |                                          |

## 演员列表

### 主要演员
| 演員                | 角色   | 介紹 | 配音 |
| 高瀚宇 儿时：郭殿甲 | 齐勋   | 異能者 拥有瞬移超能力的“高冷萌”代言人，MIST建筑事务所的总裁，也是一个妹控，被双双嘲笑为“狗中贵族”，少時與父母親回去替齊恬過生日時發生了一場車禍，父母死亡，因此不敢開車，車禍後在車內醒來看見父親買下封云的畫因此激發體內的異能傳送至畫內的湖邊到了尋雪家附近，被尋雪救醒後，因尋雪體力透支倒地將窗簾順帶拉下，窗簾碰到火爐引起大火，是何太昌發現，先救屋內的封雙雙及齊勛，後回去屋內救尋雪時發現屍體變成碎片飄散，也因逃不出去而死亡，因痛苦回憶暫時忘記了這件事情，直到後來雙雙父女被何正昌綁架後回想起說出事實;中途與雙雙發生誤會，將MIST給宛天管理，與雙雙和好後，決定在一起結婚時，妹妹齊恬消失了，為了找齊恬與雙雙不告而別，世界各處尋找齊恬的消息，消失了兩年，狼狽的過每一天，直到收到施朗寄的明信片是與齊恬結婚的照片，覺得心安後，回去找雙雙，後與雙雙在一起。 | 张磊 |
| 陈芋米 儿时：陳昭妃 | 封双双 | 治癒者 擅长画画的元气少女，身为治愈者而不自知，渴望摆脱父亲的掌控拥有自己的人生，先是MIST廣告推銷員工，後被齊勛發現後為了確認身份而轉調到建築設計部，最後與齊勛相愛。 | 原音 |

### 其他演员
| 演員                | 角色          | 介紹 | 配音   |
| 谷蓝帝 兒時：許庭睿 | 昆蓝          | 守護者 身形高挑，帅气亮眼，如阳光一般温暖的守护者，有着坚定的原则和执着的头脑，與雙雙是小時候的鄰居好朋友。 | 苏尚卿 |
| 林妍柔 兒時：李允喬 | 齐恬          | 異能者 齐勋的妹妹，喜歡昆藍，天賦能够预测未来，性格机灵可爱，从小身体虚弱，却出人意料的勇敢。 | 唐小喜 |
| 朱文超              | 何正昌/何太昌 | 何太昌的弟弟，沒有異能，為了查清哥哥去世的真相，心中常年燃烧着复仇的火焰，怨恨當年尋雪不救哥哥的怒氣，誤以為是治癒者縱火殺死了他哥哥，不斷綁架陷害雙雙父女。 | 原音   |
| 孙克杰              | 施浪          | 齐勋唯一的好友，性格大大咧咧，看似散漫实际很有责任心，用情专一。对齐恬有意思。 | 杨天翔 |
| 王思平              | 杜宛天        | MIST建筑事务所的实际管理者，气场强大的御姐，深爱齐勋，後掌管MIST。 | 白雪岑 |
| 安唯綾              | 尋雪          | 治癒者 封双双的母亲，一名醫師，因為是治癒者不斷的被各路的異能者求救成功，後何正昌兄弟家族不知道得什麼怪病，尋找並懇求尋雪拯救兄弟兩，但因為非異能者救不了，於是被尋雪一直回絕，後死於一場大火，死後沒有屍體，因為治癒者死後會變碎片飄之空中。 | 蔡海婷 |
| 苗子杰              | 封云          | 封双双的父亲，一名過氣畫家，在尋雪死前是個和藹的父親，對待雙雙很溫柔，但一場大火意外妻子死後，覺得是當時不救何太昌兄弟縱火殺了他的妻子，因害怕自己的女兒雙雙遭同樣事件發生，隱瞞著她，天天將雙雙鎖在家裡，到處搬家，脾氣變的暴躁，天天酗酒 | 严明   |
| 韓笙笙              | 沈童          | 異能者 能力是『麻痺』，與雙雙在醫院初識，幫雙雙試探齊勛對她的愛;與徐一鳴相愛，因為麻痺能力的關係，在海邊與徐一鳴在一起時，讓原本發病心源性可以出現病徵且能即使搶救回來，變成沒有病徵無痛的死掉了，因此感到悔恨自己的能力害死了男朋友，徐一鳴離開後，去當了義工，遇見了小男孩秦燃，發現他與已逝的男朋友一樣患有心源性，將他當成是轉世的徐一鳴照顧，所以一直很疼愛秦燃，替他付醫院的費用，後請昆藍幫忙，並自己計劃性的將心臟器官捐贈給秦燃，去天堂陪伴徐一鳴，寫了信與雙雙朋友們告別。 | 徐佳琦 |
| 姚蜜                | 簡白          | 何正昌的女朋友，分分合合，想化解何正昌心中的怨恨，抱著希望他的心中還是善良的 |        |
| 張勁                | 孟濤          | 一個做事圓滑，熱衷職場八卦的另類建築設計師。 |        |
| 孫嘉鍇              | 秦燃          | 在醫院住院的小男孩，都稱沈童為童話姐姐 |        |
| 羅傑                | 徐一鳴        | 沈童的男友，死於心源性，在海邊無病徵無痛的死亡 |        |
| 高偉倫              | 盧金標        | 騙走了封雲的畫 |        |
| 周家漢              | 齊勛爸爸      | 當年先買了封雲的一幅有尋雪在湖邊圖片的畫，在跟太太和兒子齊勛要去看女兒齊恬時，路上出了車禍 |        |
| Mona                | 齊勛媽媽      | 跟先生和兒子齊勛要去看女兒齊恬時出了車禍 |        |
| 高瀚宇              | 張力川        | 與齊勛擁有相同面貌，是新進MIST面試的設計師 |        |

## 网络剧原声带
| 曲序 | 曲目                     |          | 作曲           | 演唱                                      |
| ---- | ------------------------ | -------- | -------------- | ----------------------------------------- |
| 1.   | 喜欢你时风好甜（主题曲） | 李莎旻子 | 李莎旻子       | 李莎旻子                                  |
| 2.   | 风之画（片尾曲）         | 劉波     | 牛子健         | 刘思涵                                    |
| 3.   | 错的人（插曲）           | 吳克群   | 吳克群         | 刘思涵                                    |
| 4.   | 別說再見（插曲）         | 劉曄     | 劉澤衡、李若溪 | 劉曄                                      |
| 5.   | Come closer（插曲）      | 段麗陽   | 段麗陽         | 段麗陽（獨唱版）、段麗陽 谷藍帝（對唱版） |
| 6.   | 遺失的禮物（推廣曲）     | 李進     | 廖太宗         | 郭琪琪                                    |